# Alessandro De Gaglia
Alessandro De Gaglia (Isernia, 14 agosto 1895 – La Spezia, 21 aprile 1972) è stato un politico e avvocato italiano.

## Biografia
Discendente da una nobile famiglia di avvocati originaria di Cantalupo nel Sannio (IS). Dopo la laurea in giurisprudenza si dedicò all'attività forense, impegnandosi anche in politica. 
Partecipò alla prima Guerra Mondiale con il grado di Sergente. Successivamente, con l'evolversi degli eventi politici italiani, venne nominato il 4 settembre del 1926 Segretario Generale dell'Ufficio Provinciale della Confederazione Sindacale Nazionale Fascista (CSNF)di Campobasso.
Con la rinascita dell'attività politica dei partiti, dopo il crollo del fascismo e la fine della guerra civile, aderì alla Democrazia Cristiana e nelle elezioni comunali del 1947 a Campobasso fu il primo degli eletti. Il largo consenso gli favorì la nomina a Sindaco; conservò la carica di primo cittadino per oltre un decennio, dopo la riconferma, sempre come primo eletto, nei successivi turni del 1952 e del 1956. Dal 1964 divenne Consigliere comunale nella stessa Campobasso e Consigliere della Provincia.
Da Sindaco, nel 1959, denunciò per diffamazione il Ministro dei lavori pubblici Giuseppe Togni (anch'egli democristiano) sostenendo di aver ricevuto aspre critiche all'operato della propria amministrazione dallo stesso in occasione dell'abbattimento di un edificio costruito in deroga al piano regolatore di Campobasso.
Nel 1970 fu eletto Consigliere regionale nella circoscrizione di Campobasso con 1.022 preferenze.
Il 2 giugno 1957 fu insignito dal Presidente della Repubblica dell'onorificenza di Grande Ufficiale Ordine al Merito della Repubblica Italiana.
Dal 1956 al 1959 rivestì inoltre la carica di Presidente del Campobasso Calcio.